# Гірська провінція
Гірська провінція (філ.: Lalawigang Bulubundukin) — провінція Філіппін, розташована в Кордильєрському адміністративному регіоні на острові Лусон. Адміністративним центром є муніципалітет Бонток. Провінція названа так тому, що розташована на гірському хребті Центральна Кордильєра.

## Географія
Гірська провінція займає площу 2 157,38 км2 і межує на півночі з провінцією Калінга, на півдні — з провінцією Іфугао, на південному заході — з провінцією Бенгет, на заході — з провінцією Південний Ілокос, на північному заході — з провінцією Абра.
На території провінції є багато річок, водоспадів, гір і печер. Центральні та західні райони провінції характеризуються високими горами та крутими скелями, а східна частина має похилу місцевість. Гори покриті лісами.
Адміністративно поділяється на 10 муніципалітетів.

## Демографія
Населення провінції, згідно перепису 2015 року, становило 154 590 осіб.